# اچ‌ام‌اس عرب (۱۷۹۵)
اچ‌ام‌اس عرب (۱۷۹۵) (به انگلیسی: HMS Arab (1795)) یک کشتی است. این کشتی در سال ۱۷۹۳ ساخته شد.